# Chassalia laikomensis
Espèce
Synonymes
- Chassalia laikomemsis Cheek[2]
- Chassalia laikomensis Cheek Cheek (préféré par UICN)[2]

Statut de conservation UICN

 CR A2c : 
En danger critique
Chassalia laikomensis Cheek est une espèce de plantes de la famille des Rubiaceae et du genre Chassalia, endémique de la ligne montagneuse du Cameroun.

## Étymologie
Son épithète spécifique laikomensis fait référence à Laikom dans la Région du Nord-Ouest (Cameroun) où se trouve la plus importante concentration de l'espèce (Laikom Palace Forest).

## Description
C'est un arbuste à fleurs blanches et à fruits noirs, qui peut atteindre 10 m de hauteur.

## Distribution
Commune, elle a été récoltée sur une vingtaine de sites dans plusieurs régions du Cameroun (Adamaoua, Centre, Nord-Ouest, Ouest, Sud-Ouest). Elle a en outre été observée en Guinée équatoriale sur l'île de Bioko, ainsi qu'au Nigeria, sur le plateau de Mambila.
Elle est cependant menacée par la perte de son habitat liée à l'expansion de l'agriculture.